# Skanderup Efterskole
Skanderup Efterskole er en grundtvigsk efterskole med 9. og 10. klassetrin. Skolen er placeret i den lille by Skanderup, tæt ved Lunderskov og Kolding.
Skolen har fået bygget en stor ny hal, samt en tennisbane.
Eleverne er fordelt på fire forskellige fløje, der hver er tildelt navne fra den nordiske mytologi: Asgård, Udgård, Midgård og Valhal.
Undervisningen i dansk er opdelt i fem "grene":
- Medie og kommunikation
- Musik og scenekunst
- Kunst og grafisk design
- Puls og adventure
- IT og teknologi

Hvert grenfag har ni ugentlige lektioner, og er en sammenblanding af den almindelige undervisning i dansk, samt undervisningen i det specifikke grenfag.